# ديمتري يونغ
ديمتري يونغ (بالإنجليزية: Dmitri Young)‏ هو لاعب كرة قاعدة أمريكي، ولد في 11 أكتوبر 1973 في فيكسبيرغ في الولايات المتحدة.

## وصلات خارجية
- ديمتري يونغ على موقع دوري كرة القاعدة الرئيسي (الإنجليزية)
- ديمتري يونغ على موقعبيزبول رفرنس.كوم (الدوري الرئيسي) (الإنجليزية)
- ديمتري يونغ على موقعبيزبول رفرنس.كوم (الدوري الثانوي) (الإنجليزية)
- ديمتري يونغ على موقع إي إس بي إن.كوم (أم.أل.بي) (الإنجليزية)
- ديمتري يونغ على موقع مشجعي الرسوم البيانية (الإنجليزية)